# Vicente Feola
Vicente Ítalo Feola (ur. 20 listopada 1909, zm. 6 listopada 1975 w São Paulo) – trener piłkarskiej reprezentacji Brazylii. Poprowadził Brazylię do jej pierwszego tytułu mistrzowskiego na mistrzostwach świata w 1958 roku w Szwecji. 
Oficjalny bilans: 
- 74 - mecze rozegrane
- 55 - wygranych
- 13 - remisów
- 6 - porażek